# Japanisches Institut der Architekten
Das Japanische Institut der Architekten (jap. 日本建築家協会 Nihon kenchikuka kyōkai, kurz: JIA) ist die etablierteste Berufs- und Interessengesellschaft der freien und unabhängigen Architekten Japans mit rund 4900 Mitgliedern. Die Organisation wurde im Mai 1987 gegründet. Amtierender Präsident 2013 ist Taro Ashihara.
Bei der Gründung gingen die beiden bisherigen japanischen Berufsverbände, die Japan Architects Association (JAA) und die Japan Federation of Professional Architects Association (JFPAA), im JIA auf. Das JIA verfügt über die zehn regionalen Verbandsabschnitte („Chapters“): Hokkaidō, Tōhoku, Kantō-Kōshinetsu, Tōkai, Hokuriku, Kinki, Chūgoku, Shikoku, Kyūshū und Okinawa. Hauptziel der Vereinigung ist die Definition des rechtlichen Berufsstatus und die Förderung der professionellen Architekten in Japan.
Unter anderem vergibt das JIA jährlich die Auszeichnungen „JIA Award“, „Bester junger Architekt des Jahres“ und  „Dauerhafte Architektur“ sowie alle zwei Jahre den „JIA 25-Jahre Award“.
Das JIA ist als sogenannte „Japanische Sektion“ in der Union Internationale des Architectes (UIA) vertreten.